# Kanton Rodez-Ouest
Der Kanton Rodez-Ouest war von 1973 bis 2015 ein französischer Wahlkreis im Département Aveyron und in der Region Midi-Pyrénées. Er umfasste drei Gemeinden und die westlichen Teile der Stadt Rodez im Arrondissement Rodez. Die landesweiten Änderungen in der Zusammensetzung der Kantone brachten im März 2015 seine Auflösung. Vertreter im conseil général des Départements war von 2008 bis 2010 Christian Teyssèdre (PS). Ihm folgte Nicole Laromiguière (PRG) nach.

## Gemeinden
Der Kanton umfasste einen Teil der Stadt Rodez (angegeben ist hier die Gesamteinwohnerzahl, im Kanton lebten etwa 11.400 Einwohner der Stadt) und weitere drei Gemeinden:
| Gemeinde        | Einwohner Jahr | Fläche km² | Bevölkerungsdichte | Code INSEE | Postleitzahl |
| --------------- | -------------- | ---------- | ------------------ | ---------- | ------------ |
| Druelle         | 2.137 (2013)   | 35,68      | 60 Einw./km²       | 12090      | 12510        |
| Luc-la-Primaube | 5.833 (2013)   | 26,85      | 217 Einw./km²      | 12133      | 12450        |
| Olemps          | 3.280 (2013)   | 12,79      | 256 Einw./km²      | 12174      | 12510        |
| Rodez           | 23.741 (2013)  | –          | – Einw./km²        | 12202      | 12000        |